# عبد العزيز تيتيه
عبد العزيز تيتيه (بالإنجليزية: Abdul Aziz Tetteh)‏ (25 مايو 1990 بأكرا في غانا - ) هو لاعب كرة قدم غاني في مركز الوسط. شارك مع منتخب غانا تحت 20 سنة لكرة القدم. أما مع النوادي، فقد لعب مع فوكيكوس ولخ بوزنان ونادي أودينيزي ونادي بلاتانياس ونادي خيريث ونادي غرناطة ونادي ليغانيس وAtlético Coruña Montañeros CF ‏ وليبرتي بروفشنالز ‏.

## وصلات خارجية
- عبد العزيز تيتيه على موقع اتحاد تركيا (لاعب) (الإنجليزية)
- عبد العزيز تيتيه على موقع قاعدة بيانات كرة القدم.إي يو (الإنجليزية)
- عبد العزيز تيتيه على موقع Soccerway.com (الإنجليزية)
- عبد العزيز تيتيه على موقع AS.com (الإسبانية)